# Изотопы оганесона

Обнаруженные цепочки альфа-распадов, начавшихся с образования ^{294}Og и завершившихся спонтанным делением дочернего ядра

Изото́пы оганесо́на — разновидности атомов (и ядер) химического элемента оганесона, имеющие разное содержание нейтронов в ядре. В природе ни один из его изотопов не обнаружен. Один из изотопов, 294Og, получен в ходе эксперимента, который проводился тремя циклами в феврале-июне 2002, феврале-марте 2005 и мае-июне 2005 года группой физиков под руководством Юрия Оганесяна в ОИЯИ (Дубна, Россия) совместно с физиками из Ливерморской национальной лаборатории. Ядра кальция-48 (в общей сложности 4,1·1019 ионов), разогнанные на ускорителе тяжёлых ионов до энергии около 30 МэВ, попадали на тонкую мишень из калифорния-249. Оганесон-294 образовывался в следующей реакции (её сечение очень мало: 0,5+1,6
−0,3 пикобарн):
{\displaystyle {\ce {^{249}_{98}{Cf}+_{20}^{48}{Ca}\to _{118}^{294}{Og}+3_{0}^{1}{n}.}}}

Были обнаружены три ядра 294Og путём детектирования цепочки альфа-распадов, завершившейся спонтанным делением. Кроме того, было обнаружено одно событие спонтанного деления с кинетической энергией фрагментов 223 МэВ через 3,16 мс после образования ядра. Это событие может быть прямым распадом ядра оганесона-294. Однако ввиду малой статистической значимости оно позволяет лишь установить верхнее ограничение на относительную вероятность данной моды распада 294Og (не более 50 %).
В общей сложности были синтезированы пять ядер изотопа 294Og в четырёх различных экспериментах в 2002—2018 гг. с использованием трёх разных материалов мишени (249Cf, 249Bk и смесь изотопов калифорния с А=249...252); во всех удачных экспериментах использовался пучок ядер 48Ca. 
Для двух других изотопов (293Og и 295Og) выполнены лишь теоретические расчёты свойств, хотя в 1999 году появилось сообщение о синтезе 293Og по реакции холодного слияния свинца-208 и криптона-86:
{\displaystyle {\ce {^{86}_{36}{Kr}+_{82}^{208}{Pb}\to _{118}^{293}{Og}+_{0}^{1}{n}}}};
эта работа оказалась основанной на результатах, сфальсифицированных одним из авторов, и была отозвана.
Ядерные изомерные состояния у изотопов оганесона на 2020 год не обнаружены.

## Моды распада
Все три исследованных экспериментально и теоретически изотопа оганесона нестабильны по отношению к альфа-распаду; альфа-активность подтверждена экспериментально для 294Og (с периодом полураспада 700 микросекунд). Все они являются нейтронодефицитными ядрами и, следовательно, также должны испытывать электронный захват и β+-распад (последний кинематически разрешён при доступной энергии распада Qβ выше 1,022 МэВ, что выполняется, согласно расчётам, как минимум для 293Og и 294Og; таким образом, обе указанные моды бета-распада, е-захват и позитронный распад, для этих нуклидов должны конкурировать). Наконец, как и у всех сверхтяжёлых ядер, среди мод распада должно присутствовать спонтанное деление; возможно, оно было зарегистрировано для 294Og.
Хотя время жизни изотопов оганесона с массовым числом 293, 294 и 295 мало́, более тяжёлые изотопы могут быть более стабильны. Для нуклида с числом нейтронов N=198 (оганесон-316) предсказано время жизни по отношению к альфа-распаду, достигающее 1019 секунд (3·1011 лет), что позволило бы ему сохраниться в природе с момента нуклеосинтеза при условии отсутствия у него других мод радиоактивного распада с существенно более коротким временем жизни.

## Таблица изотопов оганесона
| Символ нуклида | Z(p) | N(n) | Масса изотопа (а. е. м.) | Период полураспада (T1/2) | Канал распада | Продукт распада | Спин и чётность ядра |
| -------------- | ---- | ---- | ------------------------ | ------------------------- | ------------- | --------------- | -------------------- |
| 293Og          | 118  | 175  | 293,21342(76)#           | 1# мс                     | α?            | 289Lv?          | ?                    |
| 294Og          | 118  | 176  | 294,21398(59)#           | 0,7(3) мс                 | α             | 290Lv           | 0+                   |
| 294Og          | 118  | 176  | 294,21398(59)#           | 0,7(3) мс                 | СД?           | (разные)        | 0+                   |
| 295Og          | 118  | 177  | 295,21618(70)#           | 0,68(54) с                | α             | 291Lv           | ?                    |

### Пояснения к таблице
- Индексами 'm', 'n', 'p' (рядом с символом) обозначены возбужденные изомерные состояния нуклида.

- Значения, помеченные решёткой (#), получены не из одних лишь экспериментальных данных, а (хотя бы частично) оценены из систематических трендов у соседних нуклидов (с такими же соотношениями Z и N). Неуверенно определённые значения спина и/или его чётности заключены в скобки.

- Погрешность приводится в виде числа в скобках, выраженного в единицах последней значащей цифры, означает одно стандартное отклонение (за исключением распространённости и стандартной атомной массы изотопа по данным ИЮПАК, для которых используется более сложное определение погрешности). Примеры: 29770,6(5) означает 29770,6 ± 0,5; 21,48(15) означает 21,48 ± 0,15; −2200,2(18) означает −2200,2 ± 1,8.